# Tullahoma
Tullahoma – miasto w Stanach Zjednoczonych, w stanie Tennessee, w hrabstwie Coffee.